# Ons Amsterdam
Ons Amsterdam ist eine illustrierte, monatlich in Amsterdam erscheinende Zeitschrift über die Geschichte Amsterdams zusammen mit Artikeln und Neuigkeiten über die Stadt wie auch ihre Bewohner.
Das Magazin beleuchtet alle Aspekte des städtischen Lebens: Nachbarschaft, Denkmäler, Politik, Kunst, Sport, Architektur, soziale Bewegungen, Natur, Archäologie, Theater, Wirtschaft, Verkehr, Musik, berühmte Amsterdamer und Vergleichbares mehr.
Die erste Ausgabe der Monatszeitschrift Ons Amsterdam erschien im Januar 1949. Es handelte sich um eine Initiative der Gemeentelijke Commissie Heemkennis Amsterdam (etwa: Amsterdamer Gemeindekommission für Heimatkunde oder -bewusstsein). Die Leser des Magazins stellten noch im Jahr der Erstveröffentlichung 1949 den Heemkenniskring (etwa: Heimatkundekreis) Ons Amsterdam auf die Beine. 2014 benannte er sich in Vereniging Ons Amsterdam um.
1992 wurde die Monatszeitschrift privatisiert und hat heute eine Auflage von 13.000 gedruckten Blättern, wovon 12.000 Exemplare an zahlende Abonnenten verschickt werden. Die Website hat monatlich etwa 20.000 Besucher. Stand 2022
Anlässlich des 60-jährigen Jubiläums erschien der Bürgermeister Job Cohen im September 2009 als Gast-Hauptredakteur. Sein Nachfolger Eberhard van der Laan übernahm diese ehrenvolle Aufgabe im Jahr 2013.

## Diplompreis
Am 30. September 2010 vergab das Magazin erstmals den Ons Amsterdam Scriptieprijs an die beste Diplomarbeit über ein Stück Amsterdam Geschichte. Der erste Gewinner war die Geschichtsstudentin Hilde van Stelten der UvA, mit einer Untersuchung über die Männerchöre Amsterdams im 19. Jahrhundert.